# (645) Agrippina
Agrippina és l'asteroide número 645. Va ser descobert per l'astrònom Joel Hastings Metcalf des de l'observatori de Taunton (Regne Unit), el 13 de setembre de 1907. La seva designació provisional fou 1907 AG.
L'asteroide de tipus S orbita al voltant del Sol a una distància de 2,7 a 3,7 ua una vegada cada 5 anys i 9 mesos (2.103 dies). La seva òrbita mostra una excentricitat de 0,15 i està inclinada 7 graus cap al pla de l'eclíptica. Una anàlisi fotomètrica de la corba de llum dels anys vuitanta i una observació provisional el 2004 van donar un període de rotació de 32,6 i 34,4 hores, respectivament.